# ريتشارد تايلور (ضابط)
ريتشارد تايلور (بالإنجليزية: Richard Taylor) هو ضابط أمريكي، ولد في 3 أبريل 1744 في مقاطعة أورانج في الولايات المتحدة، وتوفي في 19 يناير 1829 في لويفيل في الولايات المتحدة.